# Sansevieria bella
Sansevieria bella är en sparrisväxtart som beskrevs av Leonard Eric Newton. Sansevieria bella ingår i släktet bajonettliljor, och familjen sparrisväxter. Inga underarter finns listade i Catalogue of Life.